# 瓦尔帕莱索 (佛罗里达州)
瓦尔帕莱索（英語：Valparaiso），是美国佛罗里达州下属的一座城市。建立于1921年。面积约为33平方公里（约合12.7平方英里）。根据2010年美国人口普查，该市有人口5,036人。论人口在本州排行第213。